# Rob Paternostro
Robert Paternostro (* 20. Juli 1977 in Waterbury (Connecticut)) ist ein US-amerikanisch-italienischer Basketballtrainer und ehemaliger -spieler.

## Werdegang

### Spieler
Paternostro spielte in seinem Heimatland am New Hampshire College in der zweiten NCAA-Division. Als Berufsbasketballspieler war er zunächst bei den Oberwart Gunners in der österreichischen Bundesliga beschäftigt, anschließend spielte er beim spanischen Viertligisten CB Calpe, gefolgt von kurzen Engagements in Frankreich und Italien.
1999 stand der Aufbauspieler in der United States Basketball League (USBL) für die Connecticut Skyhawks auf dem Feld. 2000 wechselte Paternostro nach England zu den Birmingham Bullets. Zu Beginn der Saison 2002/03 stand er in Belgien bei Power Wevelgem unter Vertrag, im Januar 2003 kehrte er nach Birmingham zurück. Bis zum Ende seiner Spielerlaufbahn blieb Paternostro in der British Basketball League.

### Trainer
2008 trat er das Traineramt bei den Leicester Riders an, für die er selbst gespielt hatte. 2013, 2017, 2018, 2019 und 2022 gewann er mit Leicester den britischen Meistertitel, 2013, 2014 und 2022 ebenfalls den Pokalwettbewerb und 2016, 2017 und 2018 ebenfalls den Wettbewerb BBL Trophy. 2009, 2013, 2016, 2017, 2018, 2021 und 2022 wurde Paternostro in der British Basketball League als Trainer des Jahres ausgezeichnet.